# Chelonus rugulosus
Chelonus rugulosus är en stekelart som beskrevs av Lyle 1923. Chelonus rugulosus ingår i släktet Chelonus och familjen bracksteklar. Inga underarter finns listade i Catalogue of Life.